# Danh sách ngân hàng lớn nhất thế giới
Dưới đây là danh sách các ngân hàng lớn nhất thế giới xét theo tổng tài sản. 

## Xếp theo tổng tài sản
Danh sách dưới dựa trên báo cáo của S&P Global Market Intelligence trong năm 2024 với 100 ngân hàng lớn nhất thế giới. Lưu ý là xử lý kế toán ảnh hưởng đến báo cáo tài sản. Ví dụ như tại Mỹ sử dụng xử lý kế toán GAAP (trái ngược với IFRS) mà chỉ báo cáo tài sản phát sinh ròng của đơn vị, dẫn đến các ngân hàng Mỹ có ít tài sản phái sinh so với các ngân hàng ngoài nước Mỹ.
| Vị trí | Tên ngân hàng                              | Quốc gia    | Tổng tài sản (tỷ USD) |
| ------ | ------------------------------------------ | ----------- | --------------------- |
| 1      | Ngân hàng Công Thương Trung Quốc (ICBC)    | Trung Quốc  | 6.303,44              |
| 2      | Ngân hàng nông nghiệp Trung Quốc (ABC)     | Trung Quốc  | 5.623,12              |
| 3      | Ngân hàng Xây dựng Trung Quốc (CCB)        | Trung Quốc  | 5.400,28              |
| 4      | Ngân hàng Trung Quốc (BoC)                 | Trung Quốc  | 4.578,28              |
| 5      | JPMorgan Chase                             | Hoa Kỳ      | 3.875,39              |
| 6      | Bank of America                            | Hoa Kỳ      | 3.180,15              |
| 7      | HSBC                                       | Anh Quốc    | 2.919,84              |
| 8      | BNP Paribas                                | Pháp        | 2.867,44              |
| 9      | Tập đoàn tài chính Mitsubishi UFJ (MUFG)   | Nhật Bản    | 2.816,77              |
| 10     | Crédit Agricole                            | Pháp        | 2.736,95              |
| 11     | Ngân hàng Tiết kiệm Bưu điện Trung Quốc    | Trung Quốc  | 2.217,86              |
| 12     | Citigroup                                  | Hoa Kỳ      | 2.200,83              |
| 13     | SMBC                                       | Nhật Bản    | 2.027,34              |
| 14     | Banco Santander                            | Tây Ban Nha | 1.986,36              |
| 15     | Ngân hàng Viễn Thông                       | Trung Quốc  | 1.982,89              |
| 16     | Wells Fargo                                | Hoa Kỳ      | 1.932,47              |
| 17     | Tập đoàn Tài chính Mizuho                  | Nhật Bản    | 1.923,56              |
| 18     | Barclays                                   | Anh Quốc    | 1.891,72              |
| 19     | Société Générale                           | Pháp        | 1.717,49              |
| 20     | UBS                                        | Thuỵ Sĩ     | 1.717,25              |
| 21     | Tập đoàn BPCE                              | Pháp        | 1.706,80              |
| 22     | Goldman Sachs                              | Hoa Kỳ      | 1.641,59              |
| 23     | Ngân hàng Bưu điện Nhật Bản                | Nhật Bản    | 1.625,60              |
| 24     | Ngân hàng Hoàng Gia Canada                 | Canada      | 1.566,41              |
| 25     | Ngân hàng Thương Gia Trung Quốc            | Trung Quốc  | 1.555,30              |
| 26     | Deutsche Bank                              | Đức         | 1.450,57              |
| 27     | Ngân hàng Công Nghiệp Phúc Kiến            | Trung Quốc  | 1.432,59              |
| 28     | Ngân hàng Toronto-Dominion                 | Canada      | 1.428,29              |
| 29     | Ngân hàng CITIC Trung Quốc                 | Trung Quốc  | 1.276,63              |
| 30     | Crédit Mutuel                              | Pháp        | 1.262,95              |
| 31     | Ngân hàng Phát triển Thượng Hải Phố Đông   | Trung Quốc  | 1.207,18              |
| 32     | Morgan Stanley                             | Hoa Kỳ      | 1.193,69              |
| 33     | Tập đoàn Ngân hàng Lloyds                  | Anh Quốc    | 1.122,76              |
| 34     | Ngân hàng Dân Sinh Trung Quốc              | Trung Quốc  | 1.082,37              |
| 35     | Tập đoàn ING                               | Hà Lan      | 1.078,35              |
| 36     | Intesa Sanpaolo                            | Ý           | 1.066,74              |
| 37     | Bank of Nova Scotia                        | Canada      | 1.041,11              |
| 38     | Bank of Montreal                           | Canada      | 990,19                |
| 39     | Ngân hàng Everbright Trung Quốc            | Trung Quốc  | 955,14                |
| 40     | Tập đoàn NatWest                           | Anh Quốc    | 882,30                |
| 41     | UniCredit                                  | Ý           | 872,90                |
| 42     | Commonwealth Bank of Australia             | Úc          | 868,74                |
| 43     | Banco Bilbao Vizcaya Argentaria (BBVA)     | Tây Ban Nha | 857,25                |
| 44     | Standard Chartered                         | Anh Quốc    | 822,84                |
| 45     | La Banque postale                          | Pháp        | 815,91                |
| 46     | Ngân hàng Bình An                          | Trung Quốc  | 787,93                |
| 47     | Ngân hàng Quốc gia Ấn Độ                   | Ấn Độ       | 780,05                |
| 48     | Tập đoàn Ngân hàng Úc và New Zealand (ANZ) | Úc          | 769,59                |
| 49     | Canadian Imperial Bank of Commerce (CIBC)  | Canada      | 726,27                |
| 50     | DZ Bank                                    | Đức         | 712,49                |
| 51     | Norinchukin Bank                           | Nhật Bản    | 702,03                |
| 52     | Ngân hàng Quốc gia Úc                      | Úc          | 683,41                |
| 53     | Rabobank                                   | Hà Lan      | 678,45                |
| 54     | CaixaBank                                  | Tây Ban Nha | 671,13                |
| 55     | Westpac                                    | Úc          | 664,50                |
| 56     | U.S.Bancorp                                | Hoa Kỳ      | 663,49                |
| 57     | Nordea                                     | Phần Lan    | 662,71                |
| 58     | Capital One                                | Hoa Kỳ      | 629,99                |
| 59     | Sberbank                                   | Nga         | 581,88                |
| 60     | Commerzbank                                | Đức         | 571,64                |
| 61     | Ngân hàng Hoa Hạ                           | Trung Quốc  | 562,58                |
| 62     | PNC Financial Services                     | Hoa Kỳ      | 561,58                |
| 63     | Ngân hàng DBS                              | Singapore   | 560,10                |
| 64     | Itaú Unibanco                              | Brasil      | 555,72                |
| 65     | Tập đoàn Tài chính KB                      | Hàn Quốc    | 551,94                |
| 66     | Ngân hàng Danske                           | Đan Mạch    | 542,81                |
| 67     | Truist Financial Corporation               | Hoa Kỳ      | 535,35                |
| 68     | Ngân hàng Shinhan                          | Hàn Quốc    | 533,48                |
| 69     | Resona Holdings                            | Nhật Bản    | 527,53                |
| 70     | Sumitomo Mitsui Trust Holdings             | Nhật Bản    | 520,34                |
| 71     | Ngân hàng Bắc Kinh                         | Trung Quốc  | 503,31                |
| 72     | Ngân hàng Quảng Phát                       | Trung Quốc  | 495,55                |
| 73     | Charles Schwab Corporation                 | Hoa Kỳ      | 493,18                |
| 74     | Ngân hàng HDFC                             | Ấn Độ       | 464,34                |
| 75     | Ngân hàng Giang Tô                         | Trung Quốc  | 457,25                |
| 76     | Tập đoàn Tài chính Hana                    | Hàn Quốc    | 456,47                |
| 77     | Banco do Brasil                            | Brasil      | 447,72                |
| 78     | Nationwide Building Society                | Anh Quốc    | 446,95                |
| 79     | Ngân hàng Chiết Thương Trung Quốc          | Trung Quốc  | 443,37                |
| 80     | Ngân hàng OCBC                             | Singapore   | 441,53                |
| 81     | Ngân hàng Thượng Hải                       | Trung Quốc  | 435,14                |
| 82     | ABN AMRO                                   | Hà Lan      | 417,72                |
| 83     | The Bank of New York Mellon                | Hoa Kỳ      | 409,88                |
| 84     | United Overseas Bank (UOB)                 | Singapore   | 396,62                |
| 85     | Banco Bradesco                             | Brasil      | 394,76                |
| 86     | Ngân hàng Nonghyup                         | Hàn Quốc    | 394,46                |
| 87     | Nomura Holdings                            | Nhật Bản    | 388,42                |
| 88     | Tập đoàn Tài chính Woori                   | Hàn Quốc    | 384,04                |
| 89     | Ngân hàng KBC                              | Bỉ          | 383,47                |
| 90     | Caixa Econômica Federal (CEF)              | Brasil      | 377,29                |
| 91     | Tập đoàn Erste                             | Áo          | 372,67                |
| 92     | Landesbank Baden-Württemberg               | Đức         | 368,41                |
| 93     | Ngân hàng Ninh Ba                          | Trung Quốc  | 365,96                |
| 94     | Tập đoàn SEB                               | Thuỵ Điển   | 358,79                |
| 95     | Tập đoàn Raiffeisen                        | Thuỵ Sĩ     | 352,87                |
| 96     | Handelsbanken                              | Thuỵ Điển   | 351,79                |
| 97     | Ngân hàng Công nghiệp Hàn Quốc (IBK)       | Hàn Quốc    | 345,81                |
| 98     | DNB ASA                                    | Na Uy       | 339,21                |
| 99     | Ngân hàng Quốc gia Qatar (QNB)             | Qatar       | 338,14                |
| 100    | Ngân hàng VTB                              | Nga         | 326,85                |

### Quốc gia
| Vị trí | Quốc gia    | Số lượng |
| ------ | ----------- | -------- |
| 1      | Trung Quốc  | 20       |
| 2      | Hoa Kỳ      | 12       |
| 3      | Nhật Bản    | 8        |
| 4      | Anh Quốc    | 6        |
| 4      | Pháp        | 6        |
| 4      | Hàn Quốc    | 6        |
| 5      | Canada      | 5        |
| 6      | Úc          | 4        |
| 6      | Đức         | 4        |
| 6      | Brasil      | 4        |
| 7      | Tây Ban Nha | 3        |
| 7      | Hà Lan      | 3        |
| 7      | Singapore   | 3        |
| 8      | Thuỵ Sĩ     | 2        |
| 8      | Ý           | 2        |
| 8      | Nga         | 2        |
| 8      | Thuỵ Điển   | 2        |
| 8      | Ấn Độ       | 2        |
| 9      | Phần Lan    | 1        |
| 9      | Đan Mạch    | 1        |
| 9      | Bỉ          | 1        |
| 9      | Áo          | 1        |
| 9      | Na Uy       | 1        |
| 9      | Qatar       | 1        |